# Tulane Brass Band
Die Tulane Brass Band war eine Brass Band in New Orleans, die von 1909 bis 1946 bestand. 
Während der Zeit der Großen Depression war sie eine der wenigen verbliebenen Brass Bands in New Orleans. In der Band spielte unter anderem George Lewis, Alphonse Picou, Punch Miller, Isidore Barbarin, Frankie Dusen, Gus Metcalf, Kid Howard, Sam Dutrey, John Casimir und der Posaunist Albert Warner. 1945/46 wurde sie aufgelöst, da ihr die Blechbläser fehlten.
Leiter war bis 1925 der Trompeter Amos Riley und danach der Trompeter Alcide „Al“ „Big“ Landry (um 1880–1949).